# Waldemar Atzpodien
Waldemar Atzpodien (* 17. März 1834 in Lichtenberg bei Berlin; † 19. Dezember 1910 in Berlin; vollständiger Name: Hermann Theodor Waldemar Atzpodien) war ein deutscher Zimmermeister, Gutsbesitzer und Kommunalpolitiker. Er besaß das Atzpodien’sche Gut in der damaligen Gemeinde Lichtenberg und machte sich besonders um die infrastrukturelle Entwicklung seines Wohnorts verdient.

## Leben
Waldemar Atzpodien war ein Sohn des Lichtenberger Gutsbesitzers Carl Ehrhard Atzpodien und dessen Ehefrau Caroline Wilhelmine Atzpodien geborene Mosel. Er absolvierte eine Zimmerer-Lehre und übernahm den väterlichen Gutshof im damaligen Kreis Niederbarnim. In der Gemeindeverwaltung war er als Amtmann tätig. Nachdem er in den Ruhestand gegangen war, wurden auf dem ehemaligen Atzpodien’schen Gut von der eigens gegründeten Berlin-Lichtenberger Terrain-AG die ersten kommunalen Einrichtungen wie eine Gemeindeschule, das Oskar-Ziethen-Krankenhaus, Gas- und Elektrizitätswerke und etliche Wohnhäuser gebaut – außerdem ein Gebäude für das Amtsgericht Lichtenberg. Atzpodien selbst zog sich in eine Villa im Nordwesten Berlins zurück, das damalige Haus Richard-Wagner-Straße 10, an der heutigen Ortwinstraße in Berlin-Reinickendorf.
Waldemar Atzpodien war seit 1859 mit Anna Moser verheiratet.

## Ehrung
In Anerkennung seiner Verdienste um die Entwicklung der Gemeinde Lichtenberg wurde die ehemalige Privatstraße an der Frankfurter Allee, an der das Gut lag, um 1898 (also noch vor seinem Tod) als Atzpodienstraße benannt.